# Brione (Suíça)
Brione foi uma comuna da Suíça, no Cantão Tessino, com cerca de 218 habitantes. Estendia-se por uma área de 48,5 km², de densidade populacional de 4 hab/km². Confinava com as seguintes comunas: Cevio, Gerra, Gordevio, Lavertezzo, Lavizzara, Sonogno.
A língua oficial nesta comuna era o italiano.

## História
Em 17 de outubro de 2020, passou a formar parte da nova comuna de Verzasca.